# Húszszögszámok
A húszszögszámok a figurális számokon belül a sokszögszámok közé tartoznak. Az n-edik húszszögszám, Hn a közös csúcsból rajzolt, legfeljebb n pont oldalhosszúságú szabályos húszszögek körvonalai egymástól különböző pontjainak száma. 
Az n-edik húszszögszám általánosan a következő képlettel adható meg:
{\displaystyle H_{n}={\frac {n(18n-16)}{2}}\quad (n>0)}.
Az első néhány húszszögszám:
1, 20, 57, 112, 185, 276, 385, 512, 657, 820, 1001, 1200, 1417, 1652, 1905, 2176, 2465, 2772, 3097, 3440, 3801, 4180, 4577, 4992, 5425, 5876, 6345, 6832, 7337, 7860, 8401, 8960, 9537, 10132, 10745, 11376, 12025, 12692, 13377, 14080, … (A051872 sorozat az OEIS-ben)

## Párosság
A húszszögszámok párossága váltakozik.

## Tesztelés húszszögszámokra
Az n-edik húszszögszám, {\displaystyle x_{n}} képletét n-re megoldva a következő képletet kapjuk:
{\displaystyle n={\frac {{\sqrt {36x+64}}+8}{18}}.}
Tetszőleges x szám húszszögszám mivolta tesztelhető a fenti képletbe való behelyettesítéssel. Ha n egész számra jön ki, akkor x az n-edik húszszögszám. Ha n nem egész szám, akkor x nem húszszögszám.
Ez egyben tekinthető x húszszöggyöke kiszámításának is. 